# Gino Saltamerenda
Luigi Saltamerenda, detto Gino (Roma, 2 giugno 1902 – Roma, 25 settembre 1951), è stato un attore italiano.

## Biografia
Nato a Roma nel 1902, inizia la sua breve carriera di attore solo nel 1946, scelto dopo un provino da Vittorio De Sica per una parte nel film Sciuscià. Nei successivi tre anni sarà presente in altri 14 film, prima dell'improvvisa morte avvenuta nel 1951.

## Filmografia

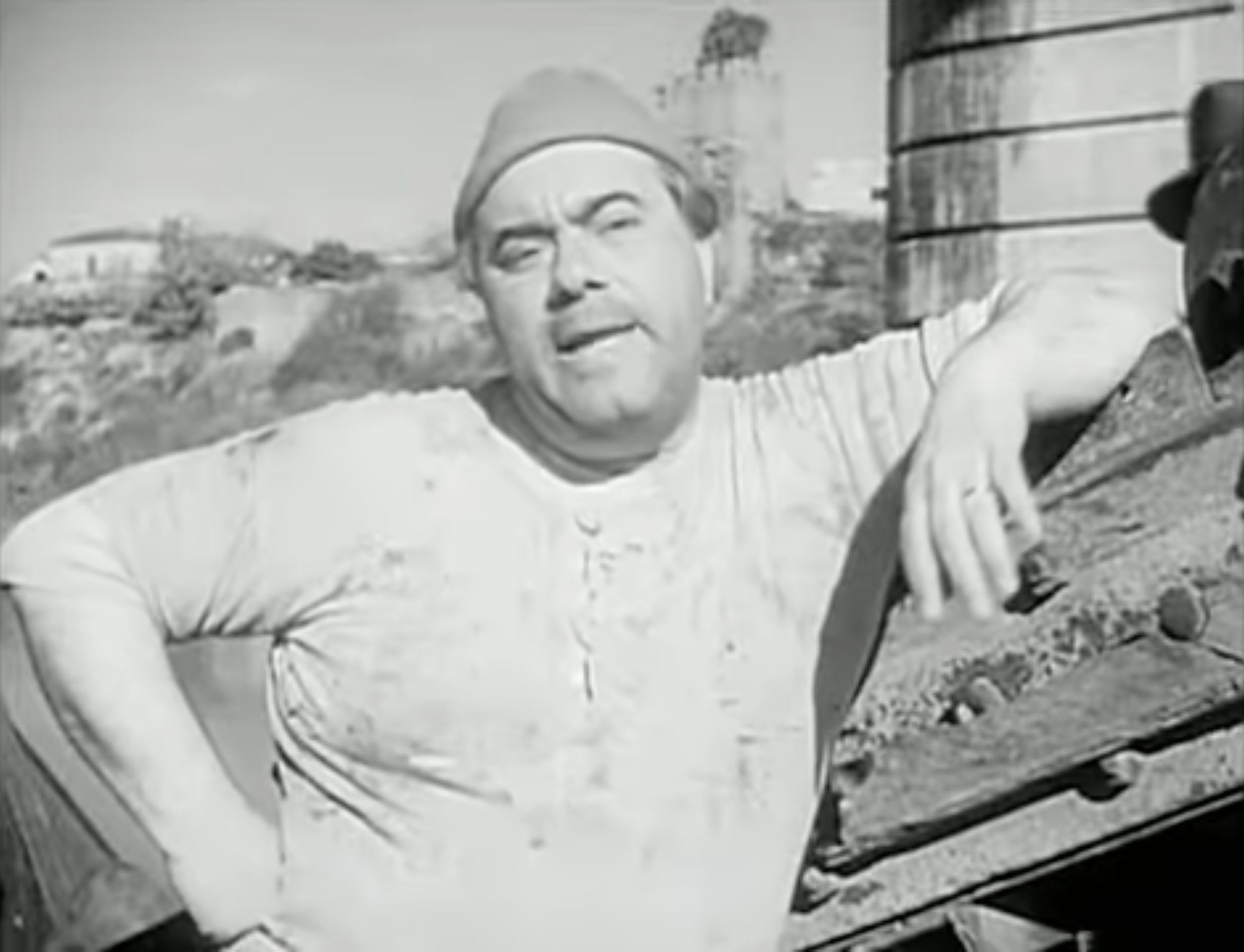
Saltamerenda in Sciuscià (1946)

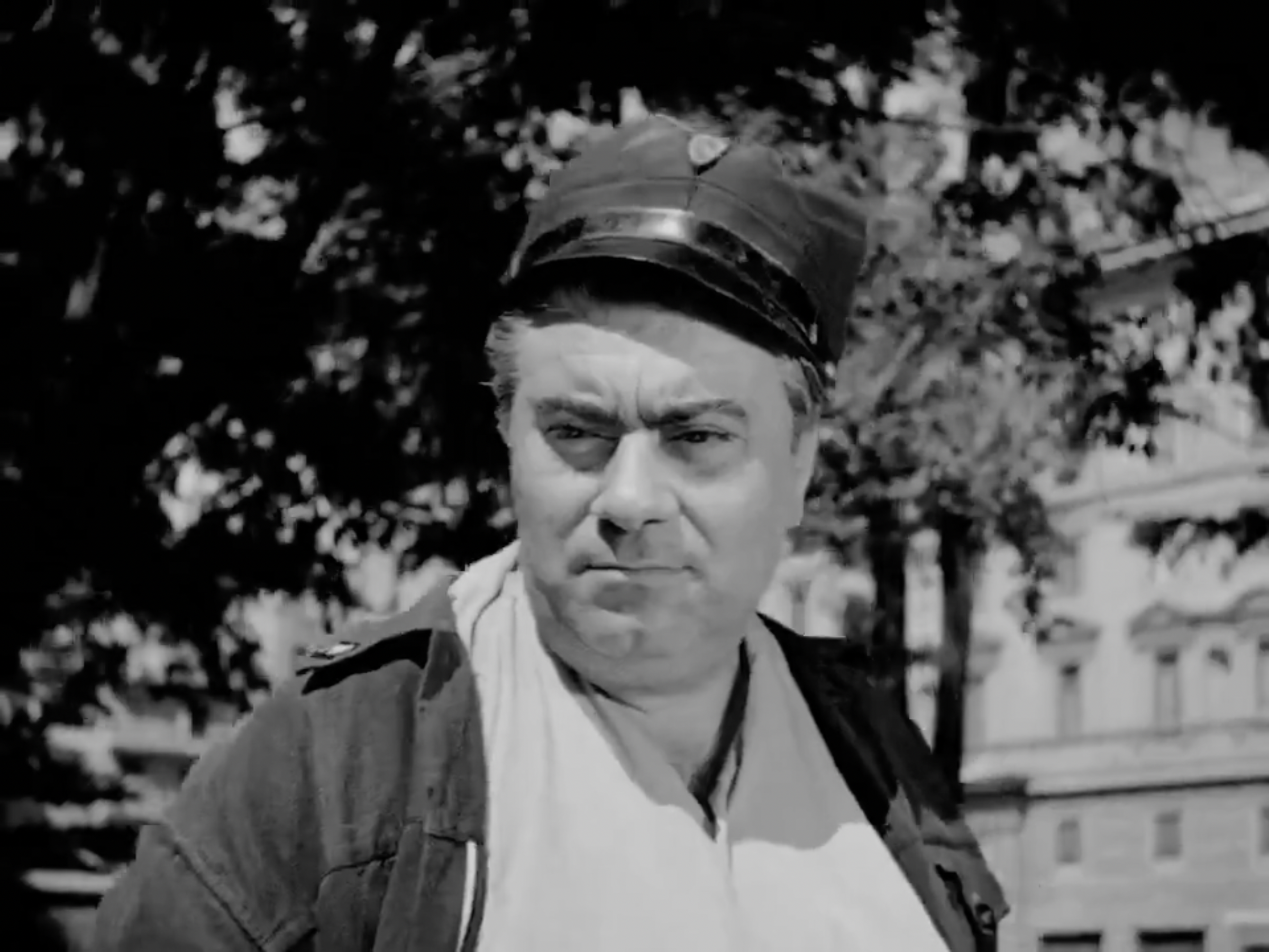
Saltamerenda in Ladri di biciclette (1948)

- Sciuscià, regia di Vittorio De Sica (1946)
- Amanti in fuga, regia di Giacomo Gentilomo (1946)
- Il segreto di Don Giovanni, regia di Camillo Mastrocinque (1947)
- Ladri di biciclette, regia di Vittorio De Sica (1948)
- Biancaneve e i sette ladri, regia di Giacomo Gentilomo (1949)
- Fabiola, regia di Alessandro Blasetti (1949)
- Campane a martello, regia di Luigi Zampa (1949)
- Strano appuntamento, regia di Dezső Ákos Hamza (1950)
- La bellezza del diavolo (La Beauté du diable), regia di René Clair (1950)
- Messalina, regia di Carmine Gallone (1951)
- Enrico Caruso, leggenda di una voce, regia di Giacomo Gentilomo (1951)
- Carne inquieta, regia di Silvestro Prestifilippo (1952)

## Doppiatori italiani
- Aldo Fabrizi in Ladri di biciclette
- Carlo Romano in Biancaneve e i sette ladri
- Mario Besesti in Enrico Caruso, leggenda di una voce